# Rolf Steiner (Söldner)

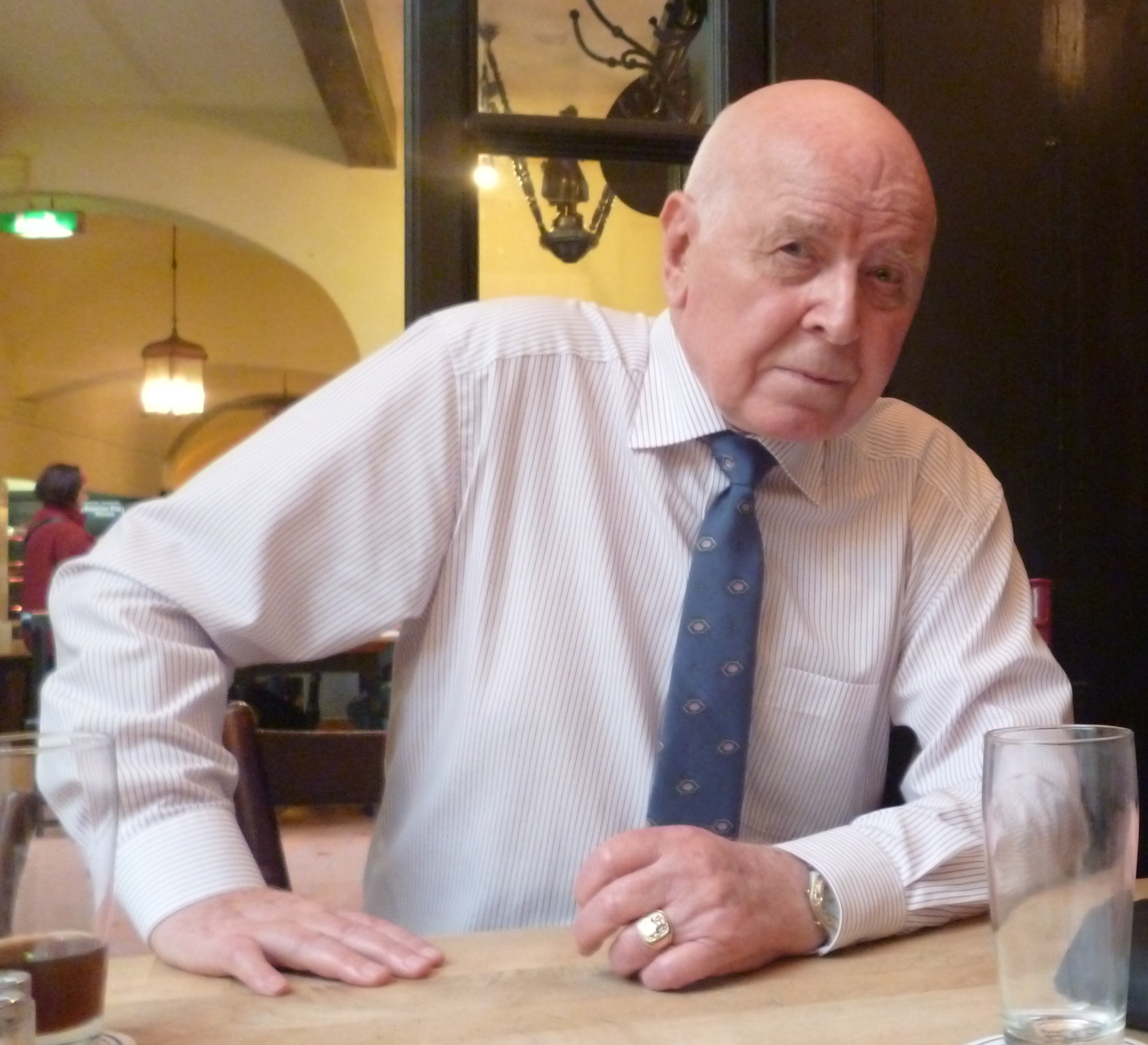
Steiner 2013 in München

Rolf Franz Heinz Steiner (* 3. Januar 1933 in München) ist ein ehemaliger deutscher Söldner.

## Leben
Nach dem Willen seiner Mutter sollte Rolf Steiner eine Priesterschule besuchen. Stattdessen ließ er sich 1950 im Alter von 17 Jahren in Offenburg von der französischen Fremdenlegion anwerben. Er kämpfte zunächst im Indochinakrieg, später als Sergeant im Algerienkrieg. 1959 wurde er wegen einer Tuberkulose auf unbestimmte Zeit von der Legion beurlaubt. Er heiratete 1963 das erste Mal und lebte einige Jahre mit seiner ersten Frau in Grenoble, später in Nizza.
Später war er für die französische Untergrundbewegung OAS tätig und bildete unter anderem im Umgang mit Plastiksprengstoff aus. Schließlich wurde er von Vertretern der Igbo zum Eintritt in die Streitkräfte Biafras und zur Teilnahme am Biafra-Krieg 1967 gewonnen und wurde Kommandeur der 4th Commando Brigade. Frederick Forsyth war zu dieser Zeit dort Korrespondent. Als Forsyth vernahm, dass Steiner ihn – Forsyth – als Agenten des englischen Geheimdienstes MI6 anschwärzte (was der Wahrheit entsprach), veranlasste Forsyth die Festnahme und Ausweisung von Steiner nach Libreville. Im Rahmen seiner anschließenden Tätigkeit als militärischer Berater der südsudanesischen christlichen Rebellen im Sezessionskrieg im Südsudan wurde er in Uganda verhaftet und unmittelbar vor dem Putsch Idi Amins, dem Sympathien mit ihm nachgesagt wurden, an den Sudan ausgeliefert. Er wurde dort u. a. von Karli Coburger verhört. 1971 wurde Steiner als erster weißer Söldner in Afrika für seine Söldnertätigkeit zum Tode verurteilt. Steiner wurde zu einer Haftstrafe von zwanzig Jahren begnadigt und schließlich nach der Verbüßung von weniger als drei Jahren Ende März 1974 aus humanitären Gründen der deutschen Botschaft zur ärztlichen Behandlung übergeben, die ihn umgehend nach Deutschland ausflog. Hiernach schrieb er seine Memoiren, die 1976 in französischer Sprache erschienen. Darin, wie auch in späteren Interviews, bemühte er sich um die Widerlegung seines Rufs als Söldner: er habe nie aus materiellen Motiven gekämpft, sondern stets, um unterdrückten Völkern zu helfen. Das Verwaltungsgericht Köln wies im April 1976 eine Klage Steiners gegen das Auswärtige Amt ab, in der er zur Durchsetzung einer Schadenersatzklage in Höhe von 12,5 Millionen DM gegen die sudanesische Regierung diplomatische Immunität einforderte. Als in dieser Zeit das Gerücht aufkam, er kämpfe nun auf Seiten christlicher Falangisten im Libanon, veröffentlichte Die Zeit 1976 ein Porträt von seinem neuerlichen Dasein als Zivilist mit seiner zweiten Frau und einem Kind in einem Dorf im Münsterland.
Letztmals sorgte er im Juni 1982 für Schlagzeilen, als er sich in einem Verfahren vor dem Verwaltungsgericht München gegen die Vollstreckung von Forderungen der Bundesrepublik wegen der Kosten seiner Überführung aus dem Sudan zur Wehr setzte. Er argumentierte, er sei damals gegen seinen Willen auf bundesdeutsches Territorium gezwungen worden.

## Werke
- Carré rouge: du Biafra au Soudan, le dernier condottiere. R. Laffont, Paris 1976.
- The last Adventurer: from Biafra to the Sudan. Weidenfeld and Nicolson, London 1978, ISBN 0-297-77363-1.
- Meine Zeit in der Fremdenlegion. In: Pallasch. Zeitschrift für Militärgeschichte. Bd. 18 (2014), Heft 50, S. 237–244.

## Film
- Immer wenn der Steiner kam